# Vivir deprisa, amar despacio
Vivir deprisa, amar despacio (en francés: Plaire, aimer et courir vite) es una película dramática francesa dirigida por Christophe Honoré y estrenada en 2018. Fue seleccionada para competir por el Palme d'Or en el Festival de Cannes.

## Sinopsis
Jacques es un escritor que vive en París. Todavía no ha cumplido 40 años y cree que lo mejor de la vida está por llegar. Arthur es un estudiante que vive en la Bretaña francesa. Lee, sonríe mucho y se niega a aceptar que hay algo imposible en la vida. Jacques y Arthur se gustan y viven como si estuvieran en un sueño romántico o en una historia triste.

## Reparto
- Pierre Deladonchamps -  Jacques
- Vincent Lacoste - Arthur
- Denis Podalydès - Matthieu
- Quentin Thébault - Jean-Marie
- Sophie Letourneur - Isabelle

## Premios
La película fue galardonada en Louis Delluc Prize como Mejor Película en 2018.
- 2018: Festival de Cannes: Sección oficial largometrajes a concurso
- 2018: Premios César: Nominada a mejor actor sec. (Podalydès)
- 2018: Festival de Sevilla: Mejor actor (Vincent Lacoste y Pierre Deladonchamps)